# Periplus
Periplus (Oudgrieks περίπλοος, περίπλους < περί (rond(om)) + πλέω (varen); cf. Latijn navigatio) is een begrip uit de antieke nautiek en zeeoorlogsvoering, dat vertaald kan worden als "rondvaart". Het werd onder andere door de Feniciërs, Grieken en Romeinen aangewend.

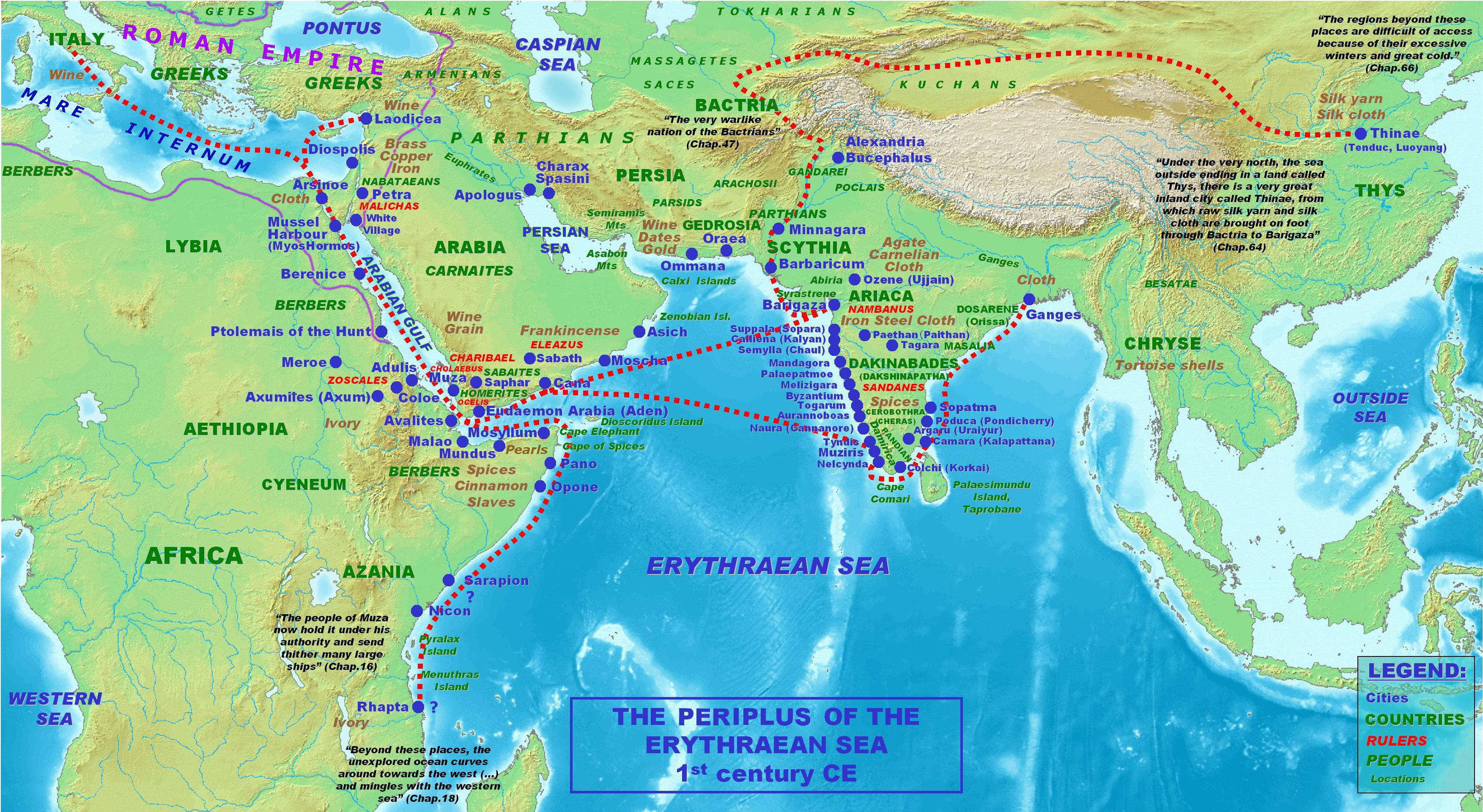
Periplus van de Erythreïsche Zee, die de kusten van Oost-Afrika en India beschreef

In zijn bekendste betekenis betekent periplus een schriftelijke navigatiehulp of zeilaanwijzing. Dergelijke geschriften bevatten een zeeroutebeschrijving, die oriëntatie in vreemde wateren toeliet. Een wezenlijk kenmerk van een dergelijke Periplus was een geordende lijst of cataloog van havens en kenmerken van de kustlijn met de onderlinge afstanden ten opzichte van elkaar.
Verschillende voorbeelden van periploi zijn ons bekend, waaronder:
- De periplus van Hanno (Periplus Hannonis) (6e eeuw v.Chr.) omvat een beschrijving van de kust van Afrika van het huidige Marokko tot ver aan de Golf van Guinee;
- Pytheas van Massalia zijn Periplus Περί του Ὠκεανου (Rond de Oceaan) is ons niet direct overgeleverd, maar enkele fragmenten zijn overgeleverd, geciteerd of geparafraseerd bij latere auteurs;
- de Periplus van Pseudo-Scylax (4e/3e eeuw v.Chr.) beschrijft een omvaart van Iberië tot West-Afrika;
- De Periplus van de Erythreïsche Zee (Periplus Maris Erythraei) werd geschreven door een geromaniseerde Alexandrijn in de 1e eeuw en geeft de kustreisroute van de Rode (Erythreïsche) Zee, telkens vertrekkend vanuit de haven van Berenice. Daarnaast beschrijft de tekst ook de kust van Indië tot aan de Ganges en de Oostkust van Afrika (Azanië genoemd);
- De Massilische Periplus was een omschrijving van handelsroutes van Fenicië en Tartessos langs de kusten van Atlantisch Europa (o.a. Albion), waarschijnlijk uit de 6e eeuw v.Chr., maar nu verloren. (Avienus (4e eeuw v.Chr.) baseerde er zijn gedicht Ora Maritima op);
- De Periplus Pontus Euxini, is een omschrijving van handelsroutes langs de kust van de Zwarte Zee door Arrianus;
- De Choreographia van Pomponius Mela

Een andere betekenis van Periplus kan een bijzondere tactiek zijn in een zeeoorlog.